# Edwin Hunter
Edwin Llewellyn Hunter (* 25. März 1874 in Fond du Lac, Wisconsin; † 30. März 1935 in St. Joseph, Michigan) war ein US-amerikanischer Tennisspieler.

## Biografie
Hunter wohnte zur Zeit der Olympischen Sommerspiele 1904 in Chicago. Er nahm am Tennis- und Golfturnier teil. Im Tennis-Doppel kam er mit Frank Wheaton als Partner nach einem Freilos zum Auftakt nicht über die zweite Runde hinaus, wo sie Clarence Gamble und Arthur Wear unterlagen. Im Einzel trat er nicht an. Beim Golf schaffte er es nicht über die Qualifikation hinaus.
Nach dem Sport wurde Hunter Arzt, er besuchte das Hahneman Medical College. Er war bei der Kawneer Company angestellt. 1923 zog er nach Südwest-Michigan. Er praktizierte in Niles bis kurz vor seinem Tod.